# Agylla erigone
Agylla erigone är en fjärilsart som beskrevs av William Schaus 1911. Agylla erigone ingår i släktet Agylla och familjen björnspinnare. Inga underarter finns listade i Catalogue of Life.